# Московский завод технических изделий
Московский завод технических изделий — одно из старейших московских предприятий, находившееся в Духовском переулке, владение 17.
Было основано в 1890 году как Кожевенный завод товарищества «М. Демент и сын» в здании 1869 г. постройки. Основателем завода был Марк Соломонович Демент. По профессии он был сапожником, в армии постиг ремесло шорника и седельника. Когда он вышел в отставку, то накопленные деньги, знакомства с купцами и хорошее отношение офицеров полка помогли ему основать маленькое шорно-седельное предприятие, которое стало быстро развиваться.
Первоначально завод был оснащен одним локомобилем и тремя электродвигателями общей мощностью 104 лошадиные силы. Он состоял из двух различных производств: самого завода, на котором вырабатывали дубленые и сыромятные кожи, и шорной мастерской, где изготавливались кавалерийские седла, обозная и артиллерийская упряжь и различное снаряжение для военного ведомства. Годовое производство в 1909 году составляло сумму 700 тыс. рублей.
В 1910-х годах упоминается как «Товарищество Кожевенного завода Военно-шорно-седельной фабрики и торговли военными кожевенными товарами М. Демент и сын». Адрес правления: Москва, Даниловка, Кладбищенский проезд, собственный дом. В ассортименте выпуска: седла форменные офицерские и солдатские, дамские и английские; упряжь; снаряжение для нижних чинов; манежные и прочие принадлежности.
В советское время завод был национализирован и много раз менял названия: «1-я Государственная шорно-седельная фабрика», государственный кожевенный завод «Шоркож», «Красный дубитель». В 1957 году завод был реконструирован для выпуска ряда изделий текстильного оборудования и получил название «Московский завод технических изделий». Выпускал покрытия эластичные, ремешки, муфты, бегунки для текстильного производства. Последнее юридическое лицо — ЗАО Техостнастка, прекратило деятельность 12 ноября 2013 года. Реконструкция под жилье и офисы началась в 2012 году. В настоящее время на бывшей территории предприятия резиденция «The Loft Club».